# گورستان زمان زیمی
گورستان زمان زیمی مربوط به هزاره اول است و در شهرستان رودسر، بخش رحیم آباد، روستای بلترک واقع شده و این اثر در تاریخ ۲ بهمن ۱۳۸۲ با شمارهٔ ثبت ۱۰۷۱۴ به‌عنوان یکی از آثار ملی ایران به ثبت رسیده‌است.